# Чафаринас
Острова́ Чафари́нас (исп. Islas Chafarinas, устаревшее англ. Zaffarin Islands) — суверенные территории Испании. Группа небольших островов, расположенная в Средиземном море в 3,5 км от побережья Марокко неподалёку от границы Марокко с Алжиром, в 48 км к востоку от Мелильи, испанского эксклава на марокканском берегу. Острова и окружающее их море имеют статус национального заповедника. На островах расположены небольшой испанский гарнизон и маяк.

## Этимология
Название Чафаринас происходит от «чофар» — на местном диалекте арабского языка «вор». Такое название связано с тем, что в конце XIX — начале XX веков острова являлись пристанищем разбойников. Эти острова упоминались под именем Tres insulae в латинском сочинении III века «Itinerarium Antonini».

## География

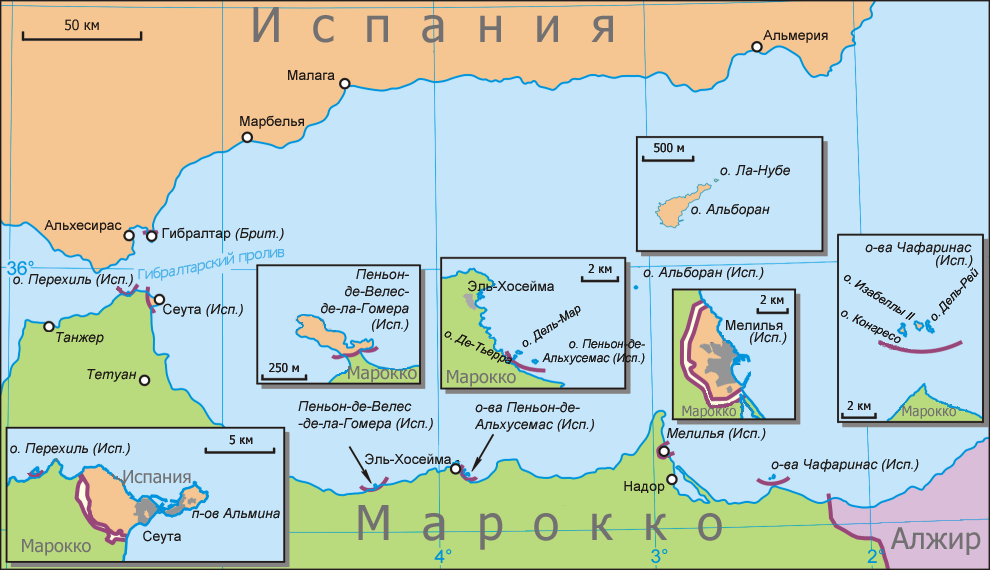
Испанские владения в Северной Африке

Группа состоит из трёх островов (с запада на восток): Конгресо, Изабеллы II и Дель-Рей.
Острова вулканического происхождения. От материка отделены мелководным проливом глубиной 10-15 м.
Географические координаты: 35º 05' северной широты и 2º 25' западной долготы.
Максимальная высота над уровнем моря: гора Нидо-де-лас-Агилас (исп. Nido de las Águilas — «Орлиное гнездо») на острове Конгресо, 137 м.
Площадь: 0,525 км² (52,5 га: о. Конгресо — 25,6 га, о. Изабеллы II — 15,3 га, о. Дель-Рей — 11,6 га).
| № | Острова            | Координаты                     | Площадь, км² | Наивысшая точка, м |
| - | ------------------ | ------------------------------ | ------------ | ------------------ |
| 1 | Остров Конгресо    | 35°10′43″ с. ш. 2°26′28″ з. д. | 0,256        | 137                |
| 2 | Остров Изабеллы II | 35°10′55″ с. ш. 2°25′46″ з. д. | 0,153        | 35                 |
| 3 | Остров Дель-Рей    | 35°10′51″ с. ш. 2°25′24″ з. д. | 0,116        | 31                 |
|   | Острова Чафаринас  | 35°11′ с. ш. 2°26′ з. д.       | 0,525        | 137                |

## Климат
Среднегодовая температура: 19,5 °С, максимальная температура: 41,1 °C, минимальная: 5,2 °C; относительная влажность в среднем: 76,9 %, осадков в год: 297,2 мм.

## Растительный и животный мир
На суше: 180 видов растительности (15 эндемичных североафриканских видов); 12 видов рептилий (1 эндемичный), 90 видов птиц (10 видов гнездятся на островах), 153 вида беспозвоночных: 11 видов улиток, 12 видов многоножек, 74 вида пауков, 56 видов жуков.
В море: 64 вида водорослей, 26 видов иглокожих, 150 видов аннелид (кольчатых червей), 60 видов рыб.

## История
В 1777 году во время Американской революции авантюрист и солдат удачи барон де Рюлькур предложил Бенджамину Франклину, находившемуся тогда с дипломатической миссией во Франции, создать первую в истории заокеанскую военно-морскую базу США на необитаемых островах Чафаринас в обмен на губернаторство над ними. Барон брался укрепить их, нанять и разместить не менее 500 человек гарнизона, а также зафрахтовать под флагом Монако множество приватиров, рассредоточив их по всему Средиземному морю. По завершении фортификационных работ, корабли де Рюлькура должны были немедленно поднять флаг США и начать рейдерскую войну против британского торгового флота, используя Чафаринас для укрытия, снабжения и отдыха. Основная доля призовой выручки рейдеров должна была идти на содержание военной базы, ремонт и наём новых судов, а оставшаяся часть — солдатам гарнизона и судовым командам. Получив одобрение так называемых американских комиссионеров во главе с Франклином и чин полковника американской армии, де Рюлькур начал реализацию проекта, который однако вскоре был свёрнут из-за противодействия английской разведки и дипломатии — острова так и остались необитаемыми.
Острова принадлежат Испании с 6 января 1848 года, когда на них высадилась экспедиция из Малаги, состоящая из двух военных кораблей под командованием генерала Серрано. Она на несколько часов опередила французскую экспедицию полковника (будущего маршала) Мак-Магона, которая намеревалась объявить острова владением Франции.

## Население
Постоянное гражданское население отсутствует. На острове Изабеллы II расположен небольшой гарнизон испанской армии, персонал биологической станции и маяк. Острова Конгресо и Дель-Рей необитаемы. На острове Конгресо имеются гарнизонные постройки, в настоящее время не используемые. Общая численность военного персонала — 195 человек (1970).

## Комментарии
1. ↑  Для этого предлагалось основать в Монако фиктивную коммерческую компанию[1].